# Geoffrey Mander
Geoffrey Le Mesurier Mander (* 6. März 1882 in Wolverhampton; † 9. September 1962 in Wightwick Manor bei Wolverhampton) war ein britischer Politiker (Liberal Party), Industrieller und Mäzen.

## Leben und Tätigkeit
Mander war ein Sohn des Samuel Theodor Mander und seiner Frau Flora, geb. St. Clair Paint. Durch seinen Vater gehörte er einer bekannten Industriellenfamilie (Mander Brothers) an, die sich auf die Produktion von Farben und Lacken in Wolverhampton spezialisiert hatte. Sein jüngerer Bruder war der Schauspieler und Regisseur Miles Mander.
Nach dem Besuch der Harrow School und des Trinity College der University of Oxford tat Mander während des  Ersten Weltkriegs Dienst im Royal Flying Corps.
Als Industrieller stand Mander lange Jahre an der Spitze des Mander-Brothers-Konzerns, wobei er durch seine sozial progressive Einstellung auffiel. So war seine Firma die erste in Großbritannien, die – im Jahr 1931 – die 40-Stunden-Woche einführte.
Anlässlich der britischen Parlamentswahlen des Jahres 1929 zog Mander als Kandidat der Liberal Party im Wahlkreis Wolverhampton East als Abgeordneter für diesen Wahlkreis ins House of Commons, dem britischen Parlament, ein. Er gehörte diesem anschließend bis zu den Wahlen des Sommers 1945 an, in dem er sein Mandat an John Baird, den Gegenkandidaten der Conservative Party, verlor. In den sechzehn Jahren seiner Parlamentszugehörigkeit war sein Mandat zweimal, bei den Wahlen von 1931 und 1935, bestätigt worden. Im Parlament widmete Mander sich insbesondere dem Gebiet der Außenpolitik, wobei er insbesondere durch seine scharfe Positionierung gegen die sogenannte Appeasement-Politik der Regierungen Baldwin und Chamberlain gegenüber Hitler und Mussolini in den Jahren 1935 bis 1938 auffiel.
Von den nationalsozialistischen Polizeiorganen wurde Mander Ende der 1930er Jahre als wichtige Zielperson eingestuft. Im Frühjahr 1940 setzte das Reichssicherheitshauptamt in Berlin ihn auf die Sonderfahndungsliste G.B., ein Verzeichnis von Personen, die im Falle einer erfolgreichen deutschen Invasion Großbritanniens durch die Sonderkommandos der SS-Einsatzgruppen mit besonderer Priorität ausfindig gemacht und verhaftet werden sollten.
1948 schloss Mander sich der Labour Party an, die die Liberal Party weitgehend als zweite entscheidende Kraft in der britischen Politik neben den Konservativen abgelöst hatte. Für die Labour Party war er Mitglied des Bezirksrates (County Council) von Staffordshire.
Während des Zweiten Weltkriegs fungierte Mander als parlamentarischer Privatsekretär von Archibald Sinclair, dem Staatssekretär für Luftfahrt in der Regierung Churchill.
Als Förderer der Künste überschrieb Mander 1937 auf Bitten von Charles Trevelyan seine Villa Wightwick Manor mitsamt deren Kunstsammlung dem National Trust, der nach seinem Tod das Haus und die Sammlung übernahm.

## Familie
Mander war seit 1906 in erster Ehe verheiratet mit Rosalind Florence Caverhill. In zweiter Ehe heiratete er 1930 Mary Rosalie Glynn Grylls (1905–1988). Die letztere war Verfasserin zahlreicher Biographien über Persönlichkeiten wie Mary Shelley (1938), Claire Clairmont (1939), William Godwin (1953) und Dante Rossetti (1964). Aus der ersten Ehe gingen die Söhne Mervyn Caverhill Mander und Mavis Flora Rosalind Mander sowie die Tochter Elizabeth Brehaut Mander hervor, aus der zweiten Ehe der Sohn John Geoffrey Grylls Mander und die Tochter Anthea Loveday Veronica Mander.